# LYRA and Ripples
LYRA and Ripplesは、日本のポップスユニット。シンガーとコヤブボードと言うタッピング楽器奏者との類稀な組み合わせのユニット。Trade Mark Nothig所属。略称は「エル＆アール」とか「リラリプ」などが用いられる。

## 概要
ユニット名のLYRA（りら）は天使が持つ竪琴（エンジェルハープ）の名前から取っている。
Ripples（リップルス）は｢さざ波｣の意味で（発音から英語の「lip]、｢唇｣を意味する。）に間違えられることも多い。また、乳首を隠す「ニプレス（Nippless）」とも間違われたりする。

## メンバー
静岡県浜松市出身のLYRA（りら）と、大阪府東大阪市出身のRipples（リップルス）こと小籔良隆のデュオユニット。現在は二人とも長野県在住。
- LYRA（ボーカル、作詞/作曲）

- 小籔良隆（コヤブボード、編曲）